# 157491 Rüdigerkollar
157491 Rüdigerkollar è un asteroide della fascia principale. Scoperto nel 2005, presenta un'orbita caratterizzata da un semiasse maggiore pari a 3,0550469 UA e da un'eccentricità di 0,1985803, inclinata di 3,31701° rispetto all'eclittica.